# Zwischenfall der Allegheny Commuter bei Middletown
Der Zwischenfall der Pennsylvania Airlines bei Middletown ereignete sich am 28. Oktober 1983 an Bord einer Shorts 330 auf einem Regionalflug der Allegheny Commuter von Harrisburg in Pennsylvania nach Washington, D.C., als im Anfangssteigflug ein Passagier Suizid durch einen Sprung aus mehr als 1000 Metern Höhe verübte.

## Flugzeug
Bei der betroffenen Maschine handelte es sich um eine Shorts 330 aus britischer Produktion. Die Maschine trug die Werksnummer SH3074 und absolvierte ihren Erstflug am 24. Juni. Das zweimotorige Regionalverkehrsflugzeug war mit zwei Turboprop-Triebwerken des Typs Pratt & Whitney Canada PT6A-45R ausgestattet. Die Maschine wurde zunächst am 12. August 1981 an Atlanta Express ausgeliefert, wo sie von der General Electric Capital Corp. in Stamford, Connecticut mit dem  Luftfahrzeugkennzeichen N26288 betrieben wurde. Ab August 1982 war die Maschine an die Pennsylvania Airlines verleast, die Regionalflüge im Auftrag von Allegheny Commuter durchführte. Zum Zeitpunkt des Unfalls hatte das Flugzeug eine Betriebsleistung von 3005 Stunden.

## Passagiere und Besatzung
Mit der Maschine sollte ein Regionalflug vom Harrisburg International Airport nach Washington, D.C. durchgeführt werden. Es befand sich eine dreiköpfige Besatzung an Bord, bestehend aus Kapitän, Erstem Offizier und einem Flugbegleiter. Für den Flug hatten 27 Passagiere in der Maschine Platz genommen. Beim Abflug wurde diese von einem 27-jährigen Piloten gesteuert, der über 6472 Stunden Flugerfahrung und 2310 Stunden Erfahrung auf der Shorts 330 verfügte.

## Unfallhergang
Vor dem Flug sah ein Flugzeugtankwart beim Boarding einen Mann am Ende der Warteschlange stehen. Er fragte diesen, wohin er fliege. Der Mann antwortete darauf, dass er nach Washington D.C. oder an einen Ort dazwischen fliegen würde. 
Als der Mann die Maschine bestieg, sprach er die Flugbegleiterin mit Vornamen an, zeigte auf einen Sitz nahe der rechten Hintertür und bat darum, dort Platz nehmen zu dürfen. Die Flugbegleiterin entsprach dem Wunsch des Mannes.
Der Abflug aus Harrisburg verlief ohne besondere Vorkommnisse. Während des Anfangssteigflugs, als die Maschine eine Flughöhe von 3500 Fuß (ca. 1060 Meter) erreicht hatte, hörte die Flugbegleiterin ein lautes, dumpfes Geräusch aus dem hinteren Teil der Maschine. Ein Passagier rief: „Oh mein Gott, er ist gesprungen!“ Es stellte sich heraus, dass der Mann im Flug aufgestanden war, die Tür geöffnet und durch einen Sprung aus dem Flugzeug einen Suizid verübt hatte. Nach dem Sprung blieb die Tür der Maschine teilweise geöffnet, da ein Schuh des Mannes im Türspalt verkeilt blieb.
Das Flugzeug blieb unbeschädigt und konnte sicher zum Flughafen zurückkehren.

## Identität des Mannes
Bei dem Suizidenten handelte es sich um den 26-jährigen Wilmer Stillman. Der Vizepräsident von Allegheny Commuter, Les Ehringer, erklärte, dass Stillman zuvor seit September 1982 als Mechaniker bei der Fluggesellschaft gearbeitet und nur Stunden vor seinem Sprung sein Arbeitsverhältnis gekündigt habe, wobei er persönliche Gründe angab. Zum Zeitpunkt als Stillman während des Steigflugs der Maschine aufstand und die Tür öffnete, solle er weder einen frustrierten noch einen nervösen Eindruck gemacht haben.